# RBCフラッシュニュース
『RBCフラッシュニュース』（アールビーシーフラッシュニュース）は、琉球放送（RBCテレビ）で夜に放送されていたスポットニュースである。

## 放送時間
（2021年3月終了時点）
スポーツ中継の延長時や特番放送時には放送休止もしくは時間変更になる。
- 月曜日 - 木曜日 22:57 - 22:59
- 土曜日・日曜日 21:55 - 21:57

### 過去の放送時間
- 月曜日 - 金曜日 22:54 - 23:00 （1987年 - 2000年頃、実際には22:56からだった）
  - 夜のJNNワイドニュース枠が22時台へ移動した際に新設。月曜日 - 木曜日は『筑紫哲也 NEWS23』の開始時刻が22:54 （実際には22:56）に繰り上がった1997年9月に廃止され、金曜のみこの時間枠（当時19:54のニュースが無いため）で放送されたが、2000年頃に廃止された。その後は天気予報の枠になっている。
- 火曜日 - 木曜日 19:54 - 20:00 （火曜日は1987年10月 - 1990年代後半、水曜日は1988年4月 - 2001年、木曜日は1992年10月 - 2000年頃）
- 月曜日 - 金曜日 14:00 - 14:05 （1994年10月 - 1995年9月）
  - 1980年代以降、午後にローカルニュース枠があった時期はこの枠のみ。また夜のみに使用されるタイトルではあるが、例外的にこのタイトルが使用された）
- 月曜日 19:50 - 19:55 （2009年4月 - 2010年3月）
  - 『総力報道!THE NEWS』放送のため、この期間のみ5分繰り上げて19:55から『おきなわのホームソング』を放送。なおこの期間中、火曜日 - 金曜日には『ナビっち』または天気予報を放送。『総力報道!THE NEWS』の終了により、2010年4月に放送時間を元の19:55からに戻した。
- 水曜日 21:54 - 22:00 （2001年 - 2004年3月、2005年10月 - 2013年3月）
  - TBSの水曜21時からの2時間番組が絡んでいない期間に放送。
- 月曜日 19:55 - 20:00 （2015年3月）
  - 『RBCフラッシュニュース＆天気予報』として放送。
- 水曜日 20:54 - 21:00 （2014年4月 - 2015年3月）
- 木曜日 21:54 - 22:00 （2001年 - 2015年9月）
- 火曜日・金曜日 21:54 - 22:00 （2001年 - 2016年3月）
- 木曜日 21:49 - 21:54 （2015年10月 - 2016年3月）

### 番組終了
- 夕方のワイドニュース枠が新しくなっても当番組だけはタイトルを変えずに放送を続けていたが、2021年3月26日に『RBC THE NEWS』が終了したのに伴い、2021年3月28日(日曜日)をもって当番組もその歴史に幕を閉じた。後継番組は『RBC NEWS Link FLASH』。

## その他
- 見出し字・テロップなどはJNN系列統一フォーマットを使用、見出し字のJNNをRBCに差し替え。
- ニュース本編の最後に日本地図とJNN加盟局28局所在都市のポイントが表示される。（『RBCニュース』でも同様だった。（2011年9月まで））
- 1980年代後半 - 1990年代初めの一時期、20:54からの『JNNフラッシュニュース』のタイトルでローカルニュースに差し替えて放送したことがあった。また、JNNニュースのテーマ曲を流用していたこともあった。
- 1980年代末期 - 1990年代初めの一時期の平日、当該曜日の『ラジオジャック』でパーソナリティを務めていたアナウンサーが番組を担当することもあった。また、『ラジオジャック』の放送中にもかかわらず、担当パーソナリティがニュースを担当していたことも稀ながらあった（『ラジオジャック』は生放送であるため、番組を途中で抜け出して生放送で行ったのか、あるいはあらかじめ撮って出しで録画放送していたのかは不明）。
- 1990年代初めまではブルー（青というより水色）またはグリーンバックに「フラッシュニュース RBC」（のちに「RBCフラッシュニュース」）の表示後に提供クレジットを表示していたが（終了時はその逆）、その後は開始時にはタイトルの下に提供クレジット、終了時には逆に提供クレジットの下にタイトルをそれぞれ同時に表示するようになった。また、1990年代半ばにCGを導入した後は開始時は同じであるものの、終了時には提供クレジットを中央に大きく表示し、タイトルを右下に表示するようになった（提供スポンサーが無い場合には開始・終了ともにタイトルを中央に表示）。さらに昼間の放送時には、沖縄の風景の1枚画像にテロップを表示していた（提供スポンサーは無し）。
- 2000年まではオープニングとエンディングに『JNNニュース』のテーマをそのまま流していた。現在はRBC独自のテーマを流している（『JNNフラッシュニュース』のエンディングでも同様）。
- 1995年にRBCロゴが現在のものになってからは（1998年頃まで前代のロゴを使用していた）、『RBCニュース』とは違ってロゴ変更と同時に現在のものに変更している。